# Le Dossier 51
Le Dossier 51 je francouzský hraný film z roku 1978, který natočil Michel Deville podle stejnojmenného románu Gillesa Perraulta. Film měl světovou premiéru na Filmovém festivalu v Cannes.

## Děj
Perraultova novela připomíná spis. Obsahuje poznámky, přípisy, přepisy odposlechů, zprávy o výdajích a kopie profesních a soukromých dopisů. Zpravodajská oddělení jsou pojmenována po řeckých nebo římských božstvech jako Jupiter, Merkur, Aesculapius, Mars. Jména sledovaných jsou nahrazena čísly: 51 pro cíl, 52 pro jeho ženu atd., aby se ilustrovala dehumanizace procesu.
Dominique Auphal je diplomat a rovněž pracuje v mezinárodní organizaci, kterou sledují tajné služby. Několik tajných služeb se ho snaží získat pro práci v jejich organizaci.
Auphal je sledován agenty, jeho byt je odposloucháván a lidé kolem něj jsou vyslýcháni. Mimo jiné se ukáže, že jde o nemanželské dítě a že jeho biologický otec byl vydán jeho pěstounem gestapu a zemřel v koncentračním táboře Mauthausen. Psychoanalytické vyšetření má za cíl dokázat, že je pravděpodobně homosexuál. Je na něj nasazena volavka, aby ho svedla a řekla mu pravdu o jeho otci a otčímovi. Děje se tak s cílem učinit ho zranitelným vůči vydírání. Následně sledovaná osoba umírá po autonehodě, u které nelze vyloučit sebevraždu.

## Obsazení
| François Marthouret | Dominique Auphal  |
| Sylvie Mouriat      | Françoise Beliard |
| Patrick Chesnais    | Hadès             |
| Jenny Clève         | agent 747         |
| Gérard Dessalles    | Brauchite         |
| Jean-Michel Dupuis  | agent Hécate 8446 |
| Christophe Malavoy  | agent 8956        |
| Nathalie Juvet      | Marguerite Marie  |
| Roger Planchon      | Esculape 1        |
| Anna Prucnal        | Sarah Robski      |
| Didier Sauvegrain   | Pylos             |
| Claire Nadeau       | přítelkyně 9000   |
| Françoise Lugagne   | paní Auphalová    |
| Françoise Béliard   | Sylvie Mouriat    |
| Uta Taeger          | Esculape 2        |
| Jean Dautremay      | Esculape 3        |
| Daniel Mesguich     | Esculape 4        |
| Sabine Glaser       | Paméla            |
| Isabelle Ganz       | agentka-volavka   |
| Pierre Semmler      | agent 2429        |

## Ocenění
- Stříbrná mušle na mezinárodním festivalu v San Sebastiánu
- Prix Méliès asociace francouzských filmových kritiků
- Cézar: vítěz v kategoriích nejlepší scénář (Michel Deville a Gilles Perrault) a nejlepší střih (Raymonde Guyot); nominace v kategoriích nejlepší film a nejlepší režisér (Michel Deville)